# Inés de Suárez (estación)
Inés de Suárez es una estación ferroviaria que forma parte de la red del Metro de Santiago de Chile. Se encuentra subterránea, entre las estaciones Ñuñoa y Los Leones de la  Línea 6.

## Entorno y características
Está ubicada en la intersección de la Avenida Pedro de Valdivia y la Avenida Francisco Bilbao en la comuna de Providencia. El sector concentra una alta densidad poblacional debido a edificios de departamentos cercanos. Se encuentra próxima a centros educacionales como preuniversitarios, colegios, la Universidad Finis Terrae, la Universidad Gabriela Mistral, la Escuela de Carabineros de Chile y el templo mormón de Santiago. Adicionalmente, en 2018 fueron inaugurados 50 estacionamientos para bicicletas como parte de la «Línea Cero», que busca incentivar el uso de la bicicleta como medio de transporte, pudiendo los usuarios combinar con las ciclovías cercanas a la estación.

### Accesos
| Acceso | Intersección                                   |
| ------ | ---------------------------------------------- |
| A      | Av. Pedro de Valdivia con Av. Francisco Bilbao |

## Origen etimológico
A poca distancia de la estación se encuentra el Parque Inés de Suárez y la Plaza Pedro de Valdivia. Inés de Suárez fue conocida compañera extremeña y amante del conquistador, tomando parte importante del control en la defensa de la ciudad de Santiago frente a la resistencia indígena.

## Galería

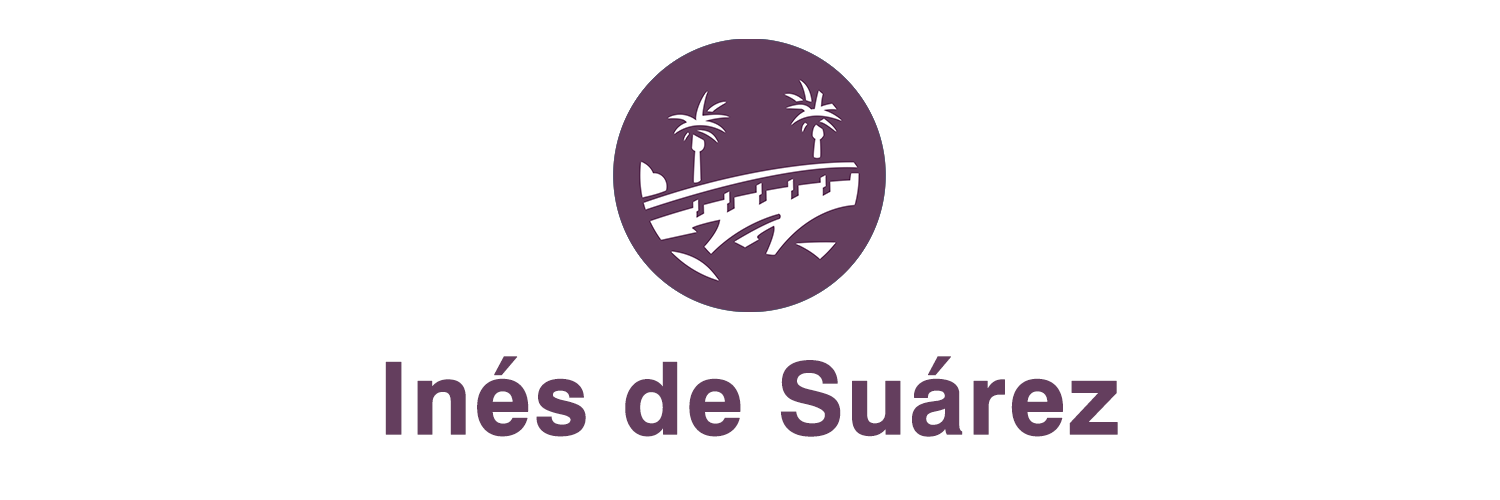
Cenefa utilizada actualmente en los andenes.

## Conexión con Red Metropolitana de Movilidad
La estación posee 4 paraderos de la Red Metropolitana de Movilidad en sus alrededores, los cuales corresponden a:
| Paradero/ Código                        | Recorridos                                                          |
| --------------------------------------- | ------------------------------------------------------------------- |
| Parada 1 / Metro Inés de Súarez (PC468) | 501 (Fleming) - 504 (Hospital Dipreca) - 518 (Bilbao)               |
| Parada 2 / Metro Inés de Súarez (PC495) | 501 (Metro Parque Bustamante) - 504 (El Tranque) - 518 (J.J. Pérez) |
| Parada 3 / Metro Inés de Súarez (PC8)   | 103 (San Luis de Macul) - 117 (Departamental Oriente)               |
| Parada 4 / Metro Inés de Súarez (PC14)  | 103 (Providencia) - 117 (Metro Vespucio Norte)                      |